# Joanna Beata Michlic
Joanna Beata Michlic, auch Joanna Michlic-Coren (* in Łódź, Polen) ist eine polnische Historikerin, die sich mit der Geschichte der Juden in Polen und dem Holocaust beschäftigt.

## Leben
Michlic erhielt ihr Licencjat an der Universität Łódź und ihren Master an der Universität London.
Michlic promovierte im Jahr 2000 an der Universität London mit einer Arbeit zum Thema Ethnic nationalism and the myth of the threatening other: the case of Poland and perceptions of its Jewish minority from the late nineteenth century to the modern period.
Seit 2007 war Michlic Professor für Holocaust-Studien und Ethik an der Lehigh University in Bethlehem (Pennsylvania), USA.
Ab 2008 arbeitete Michlic am Hadassah-Brandeis Institut der Brandeis University in Waltham (Massachusetts), USA.
Sie gründete dort das Projekt Familien, Kinder und der Holocaust.
2013 wechselte sie zur University of Bristol in England.
Michlic lehrt am Leo Baeck College in London.
Sie ist Honorary Senior Research Associate am UCL-Zentrum für Studien zu kollektiver Gewalt, Holocaust und Völkermord und Honorary Senior Associate an der UCL School of Slavonic and East European Studies in London.

## Awards und Fellowships
Michlic erhielt
- 2012 eine Rothschild Foundation (Hanadiv) Europe Visiting Fellowship für das Birkbeck College, London
- 2013/2014 einen Fulbright Senior Scholar Award an der Universität Haifa
- 2016 einen Sharon Abramson Research Grant für Studien des Holocaust von der Holocaust Educational Foundation der Northwestern University, Illinois, USA
- 2016 und 2017 eine Fellowship am Deutschen Historischen Institut in Warschau

Michlics Vorschlag für einen Workshop zum Thema “Representations of Polish Rescuers of Jews in a Comparative Perspective: Lessons from the Holocaust for Contemporary Europe” wurde für das Sommer-Workshop-Programm des Global Education Outreach Program (GEOP) angenommen.
Dieses Programm findet im Museum der Geschichte der polnischen Juden in Warschau statt.
Es nehmen Wissenschaftler aus Polen, der USA, Deutschland und Litauen teil.

## Forschungsschwerpunkt
Michlics Forschungsschwerpunkt ist der polnische Antisemitismus vor, während und nach dem Zweiten Weltkrieg.

## Schriften
- als Herausgeberin: Jewish families in Europe, 1939 – present. History, representation, and memory. Brandeis University Press, Waltham MA 2017, ISBN 978-1-5126-0009-4.
- als Herausgeberin mit John-Paul Himka: Bringing the Dark Past to Light. The Reception of the Holocaust in Postcommunist Europe. University of Nebraska Press, Lincoln NE u. a. 2013, ISBN 978-0-8032-2544-2.
- Jewish children in Nazi-occupied Poland. Survival and Polish-Jewish relations during the Holocaust as reflected in early postwar recollections (= Yad Vashem International Institute for Holocaust Research. Search and research. 14). Yad Vashem u. a., Jerusalem u. a. 2008, ISBN 978-965-308-324-0.
- Poland’s Threatening Other. The Image of the Jew from 1880 to the Present. University of Nebraska Press, Lincoln NE u. a. 2006, ISBN 0-8032-3240-3 (Polnisch: Obcy jako zagrożenie. Obraz Żyda w Polsce od roku 1880 do czasów obecnych. Żydowski Instytut Historyczny im. Emsanuela Ringelbluma, Warschau 2015, ISBN 978-83-61850-63-2).
- Coming to terms with the „dark past“. The Polish debate about the Jedwabne massacre (= Analysis of Current Trends of Antisemitism. ACTA. 21, ISSN 0792-9269). The Hebrew University of Jerusalem – The Vidal Sassoon International Center for the Study of Antisemitism, Jerusalem 2002, (online).
- Ethnic nationalism and the myth of the threatening other. The case of Poland and perceptions of its Jewish minority from the late Nineteenth Century to the Modern Period. London 2000, (University of London, Thesis (PhD), 2000).